# COVID-19-Pandemie in Deutschland/Testung

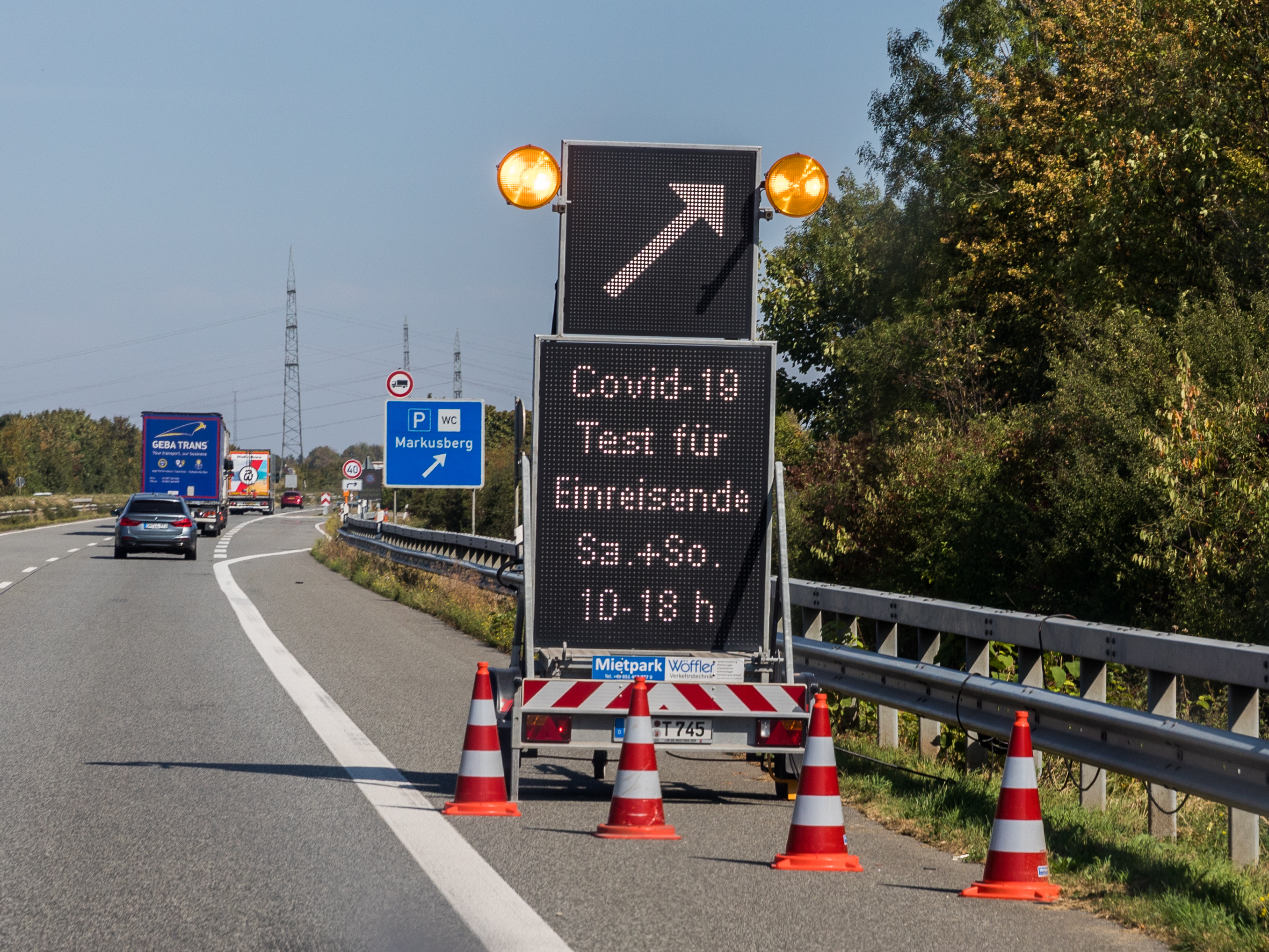
Hinweisschild Covid-19 Test für Einreisende Bundesautobahn 64 am 23. September 2020

Die Ende 2019 erstmals beschriebene Infektionskrankheit COVID-19 breitet sich in Deutschland seit dem 27. Januar 2020 aus. Sie wird durch eine Infektion mit dem neuartigen Coronavirus SARS-CoV-2 verursacht. Seit dem 11. März 2020 wird die Ausbreitung dieser Krankheit von der WHO als Pandemie eingestuft.
Corona-Tests, insbesondere der PCR-Test, sind ein essentielles Mittel, um individuelle Infektionen zu erkennen und die gesellschaftliche Ausbreitung des Virus zu messen. Als Effekt wurde vom BMG ebenso eine Inzidenz-Reduktion beworben () bzw. wurde es als Voraussetzung für die Aufhebung anderer Maßnahmen genannt ().
Es gibt dabei unterschiedliche Testverfahren. Zum Nachweis auf Bestandteile des Virus wird der RT-PCR-Test als Standard verwendet, daneben gibt es unter anderem noch den nachher entwickelten Antigen-Schnelltest, der weniger empfindlich, aber einfacher nutzbar ist. Der Antikörper-(Schnell)test zeigt, dass einmal eine Infektion (oder evtl. auch Impfung) stattgefunden hat und der Körper dagegen Antikörper bildete.
Vor allem der PCR-Test wurde von Beginn an umfassend eingesetzt. Dafür wurden die Testkapazitäten seit Beginn der Pandemie in Deutschland laufend ausgebaut und verschiedene Teststrategien entworfen, um die begrenzte Zahl der durchführbaren Tests effektiv zu nutzen.

## Nationale Teststrategie

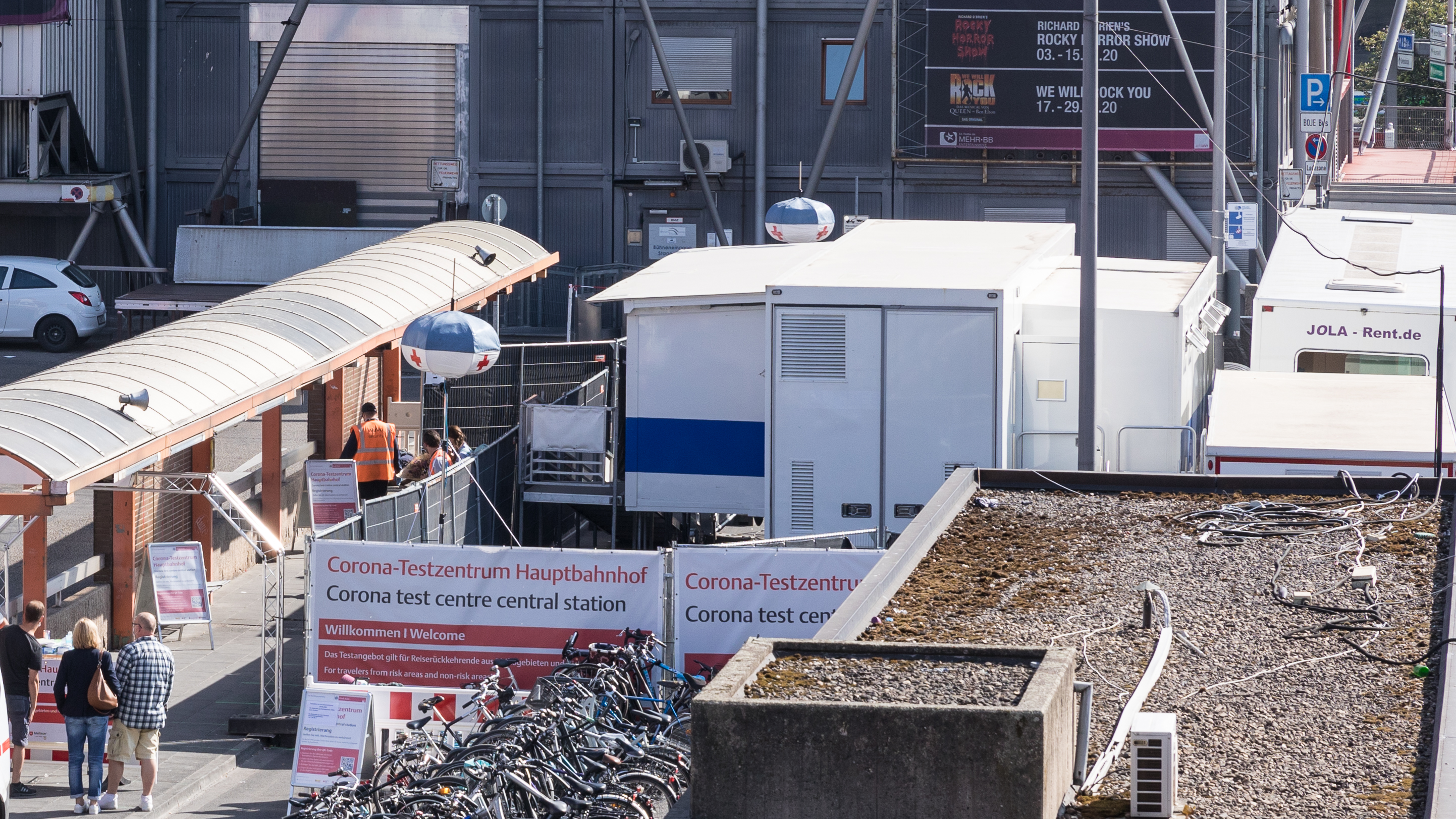
Corona-Testzentrum Hauptbahnhof, Köln am 18. September 2020

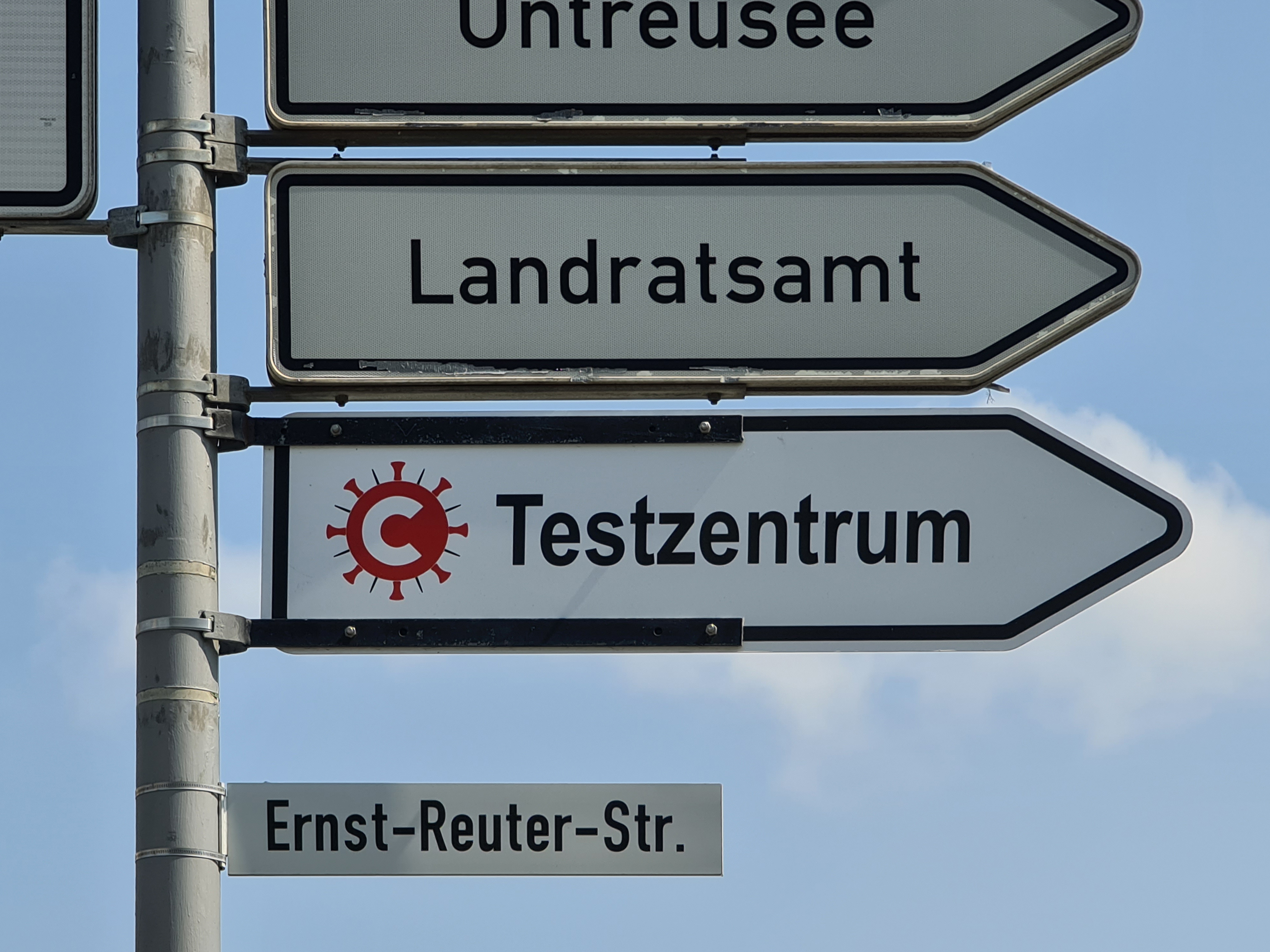
Wegweiser zum Testzentrum in der Nähe

Tests auf SARS-CoV-2 ermöglichen die Identifikation von infizierten Personen. Sie sollen auch zu einem aktuelleren und besseren Lagebild beitragen. Das Robert Koch-Institut (RKI) veröffentlicht seit Beginn der Pandemie Empfehlungen, welche Personen getestet werden sollen. Die Empfehlungen sind inzwischen Teil der „Nationalen Teststrategie“.
Das Bundesgesundheitsministerium (BMG) wird in § 20i Abs. 3 SGB V, § 24 IfSG ermächtigt, sofern der Deutsche Bundestag nach § 5 Absatz 1 Satz 1 des Infektionsschutzgesetzes eine epidemische Lage von nationaler Tragweite festgestellt hat, durch Rechtsverordnung zu bestimmen, dass Versicherte Anspruch auf bestimmte Testungen für den Nachweis des Vorliegens einer Infektion mit dem Severe-Acute-Respiratory-Syndrome-Coronavirus-2 (SARS-CoV-2) haben. Mit der Coronavirus-Testverordnung vom 8. Juni 2020 hat das BMG von dieser Ermächtigung erstmals Gebrauch gemacht.
Die Kriterien für die Auswahl der zu testenden Personen änderten sich mehrfach, abhängig von der Anzahl der verfügbaren Tests und vom Verlauf der Pandemie. Aufgrund der zunächst knappen Testkapazitäten empfahl das RKI Tests ursprünglich nur für einen relativ engen Personenkreis. Mit Stand vom 24. März 2020 sollten nur Menschen getestet werden, die respiratorische Symptome zeigten und zusätzlich bestimmte Kriterien erfüllten (bspw. Kontaktpersonen von Infizierten, Beschäftigte von Pflegeeinrichtungen und Krankenhäusern, Angehörige von Risikogruppen). Ab dem 24. April 2020 empfahl das RKI die generelle Testung aller Atemwegserkrankungen, da mittlerweile ausreichend Kapazitäten zur Verfügung stünden und die Erkältungssaison vorbei sei. Später wurde die Gruppe der zu testenden Personen weiter ausgedehnt, beispielsweise auf Reiserückkehrer. Für Herbst und Winter 2020/21 empfahl das RKI wegen knapper Testressourcen, Tests auf einen engeren Personenkreis zu konzentrieren: Personen, die starke klinische Symptome aufwiesen, eine hohe Gefahr für einen schweren Verlauf hatten oder ein hohes Risiko, weitere Personen anzustecken bzw. Teil eines Clusters zu sein. Im Januar 2021 wurde die Gruppe der zu testenden Personen wieder stark ausgeweitet und u. a. alle Personen mit leichten Atemwegserkrankungen und asymptomatische Kontaktpersonen wurden einbezogen.
Am 3. März 2021 beschlossen Bund und Länder, Antigen-Schnelltests in die Teststrategie einzubeziehen. In Schulen und bei Präsenzarbeit in Unternehmen soll jeder Person mindestens ein kostenloser Schnelltest pro Woche zur Verfügung stehen. Auch asymptomatische Bürger sollen die Gelegenheit zu einem kostenlosen Schnelltest pro Woche erhalten, inkl. einer Bestätigung über das Testergebnis.
Das Robert Koch-Institut empfiehlt grundsätzlich zielgerichtetes Testen, weil anlasslose Tests zu einem falschen Sicherheitsgefühl führen könnten, das Risiko falsch positiver Ergebnisse erhöhen könnten und die vorhandene Testkapazität belasten würden. Antigen-Schnelltests hält das RKI wegen der geringeren Sensitivität und Spezifität nur in besonderen Situationen für eine sinnvolle Ergänzung von PCR-Tests. Der aktuelle Stand der nationalen Teststrategie findet sich auf der Webseite des RKI.

## Teststrategie in der Praxis

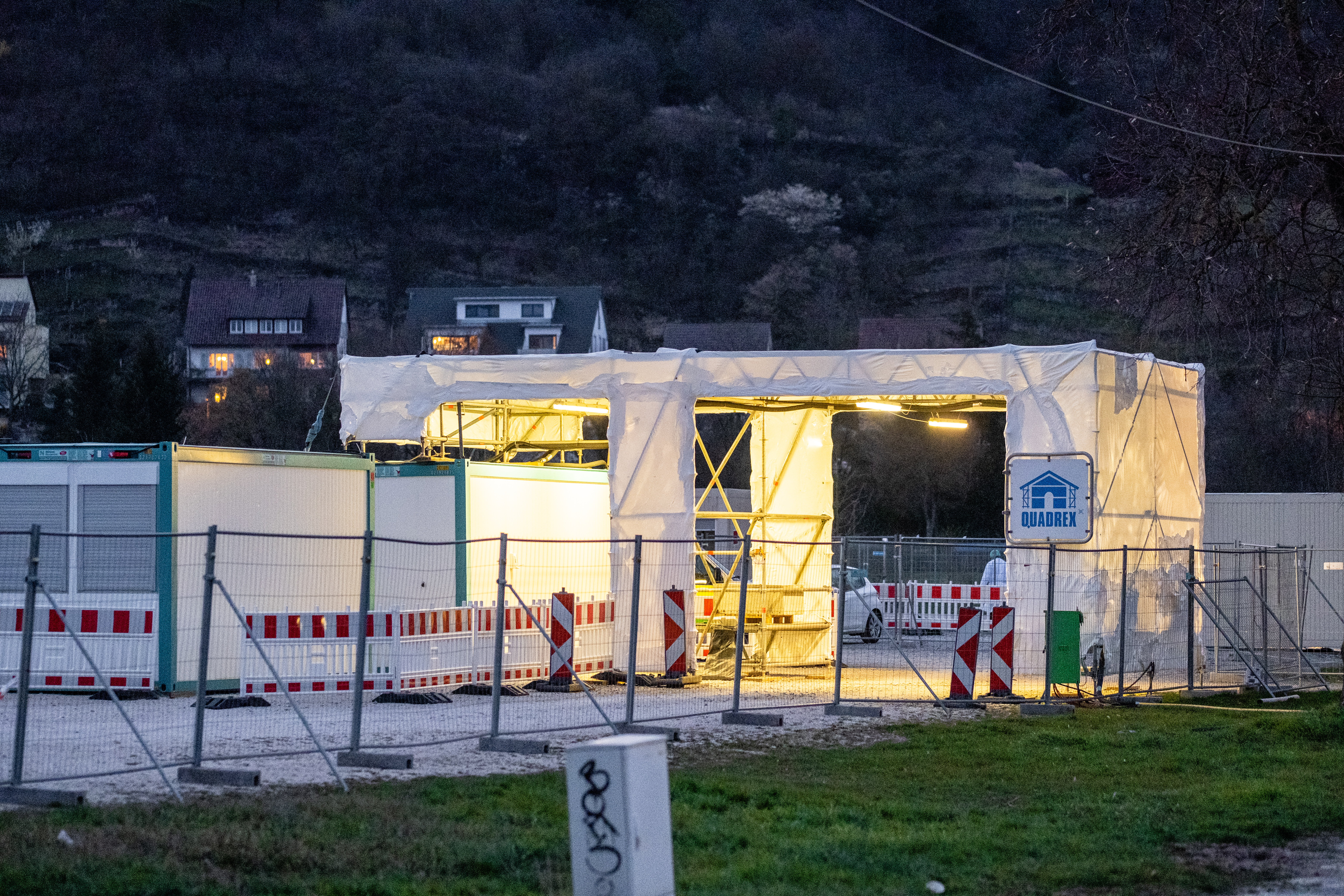
„Drive-in“-COVID-19-Teststelle des DRK Tübingen (26. März 2020)

Am 3. November 2020 wies der Berufsverband der akkreditierten medizinischen Labore (ALM) darauf hin, dass die fachärztlichen Labore mit den Anforderungsmassen der PCR-Tests überlastet sind. In der 44. Kalenderwoche (26. Oktober bis 1. November 2020) sei die Testkapazität bundesweit zu 100 Prozent ausgereizt gewesen. Nach Ansicht des ALM sollten nun zuallererst Tests mit hoher Priorität durchgeführt werden. Es würden zu viele asymptomatische und damit Personen mit sehr niedriger Priorität getestet.
Manche Kliniken arbeiteten mit sogenannten Drive-in-Testzentren: Verdachtsfälle konnten nach vorheriger Absprache in ihrem Auto vorfahren und der Abstrich wird der zu untersuchenden Person entnommen, ohne dass sie aussteigen muss.
Ab Ende März 2021 kamen verstärkt privatwirtschaftlich organisierte Test-Zentren mit medizinisch geschultem Personal in den Einsatz. Unternehmen wie C2, EcoCare und der Medizindienstleister MediCan errichteten bundesweit mobile und stationäre Testzentren. Anlass war ein „Modell Tübingen“, nach welchem flächendeckende Schnelltests weitergehende Öffnungen flankieren sollten. Ende Mai 2021 häuften sich Medienberichte zu Unregelmäßigkeiten bei Testabrechnungen des Anbieters Medican.

## Testkapazitäten, durchgeführte Tests und Anteil positiver Ergebnisse
Laut RKI werden zur Diagnostik von akuten SARS-CoV-2-Infektionen bundesweit ausschließlich genbasierte Tests wie PCR-Tests genutzt. Den Tests wird grundsätzlich eine hohe Sensitivität und Spezifität bescheinigt, diese hängen jedoch von Testzeitpunkt und der Abnahmetechnik ab. In der Laborpraxis werden nicht plausible Befunde in der Regel durch Testwiederholung oder zusätzliche Testverfahren bestätigt bzw. verworfen. Bei korrekter Durchführung der Teste und fachkundiger Beurteilung der Ergebnisse geht das RKI demnach von einer sehr geringen Zahl falsch-positiver Befunde aus, die die Einschätzung der Lage nicht verfälscht.
Seit dem 26. März 2020 veröffentlicht das RKI mittwochs in seinem Lage-/Situationsbericht Informationen zur Anzahl der Testungen und dem Anteil der Positivtests. Seit dem 15. April 2020 gibt das RKI außerdem die maximale Kapazität von Labortests pro Woche bekannt. Das RKI weist auf Unschärfen durch die Möglichkeit von Nachmeldungen der in vergangenen Kalenderwochen durchgeführten Tests sowie auf Mehrfachtestungen von Patienten hin. Die Kapazitäten in deutschen Laboren stieg von Anfang März mit 84.000 Tests pro Woche bis Mitte Mai 2020 auf über 1.000.000 Tests pro Woche an. Die Zahl der tatsächlich durchgeführten Tests pro Woche lag in der Anfangszeit im März und April 2020 zwischen etwa 100.000 bis 400.000, die Positivrate zwischen 3,1 % und 9 %. In den Monaten Juni bis September 2020 waren von den anfangs etwas mehr als 300.000 bis Mitte August knapp über 1.000.000 durchgeführten Tests pro Woche 0,6 % bis 1,4 % positiv und im Oktober dieses Jahres stieg die Positivrate bei etwa gleichbleibender Anzahl Tests wieder auf bis zu 5,2 %.
Die Daten beruhen auf einer deutschlandweiten Laborabfrage des RKI, ergänzt durch drei weitere Datenerhebungen vom Netzwerk für respiratorische Erkrankungen (RespVir, RKI), dem nationalen Netzwerk zur Surveillance der Antibiotikaresistenz in Deutschland (ARS, RKI) und dem ALM e. V. Seit dem 15. April 2020 gibt das RKI außerdem die maximale Kapazität von Labortests pro Woche bekannt. Das RKI weist im Hinblick auf die Möglichkeit von Nachmeldungen der in vergangenen Kalenderwochen durchgeführten Tests auf die Unschärfe seiner wöchentlichen Testzahlen hin, da es dadurch zu einer nachträglichen Erhöhung kommen könne. Außerdem können in den Angaben Mehrfachtestungen von Patienten enthalten sein.
Im Zuge der durch die hochansteckende Omikron-Variante bestimmten Infektionswelle, die in Deutschland um die Jahreswende 2021/22 einsetzte, wurde der Zugang zu kostenlosen PCR-Tests stark eingeschränkt. Diese sollten entsprechend einer Verordnung des Bundesministeriums für Gesundheit grundsätzlich nur noch nach positivem Antigenschnelltest erfolgen. Infolgedessen stieg der Positivenanteil, der sich zudem in den Altersgruppen signifikant unterscheidet, zeitweise auf über 40 % an.

### Diagramm
Testkapazität, Testanzahl und Positivenanteil nach RKI (Stand 7. Mai 2023)

1. ↑  Die gemeldeten Testkapazitäten können niedriger liegen als die gemeldeten Tests, da sich nicht alle Labore an der Erfassung der Kapazitäten beteiligen.

### Tabellarische Darstellung
| Kalenderwoche                     | Kalenderdatum                     | Anzahl Tests             | Positive Tests         | Positivenanteil  | Übermittelnde Labore (Tests) | theor. Testkapazität pro Woche | Übermittelnde Labore (Kapazitäten) |
| --------------------------------- | --------------------------------- | ------------------------ | ---------------------- | ---------------- | ---------------------------- | ------------------------------ | ---------------------------------- |
| < 11/2020                         | –8. März 2020                     | 69.493                   | 1.722                  | 2,48 %           | –                            | –                              | –                                  |
| 11/2020                           | 9.–15. März                       | 129.291                  | 7.502                  | 5,80 %           | 119                          | 56.500                         | 28                                 |
| 12                                | 16.–22. März                      | 374.534                  | 25.886                 | 6,91 %           | 154                          | 135.250                        | 39                                 |
| 13                                | 23.–29. März                      | 377.599                  | 33.139                 | 8,78 %           | 159                          | 145.500                        | 108                                |
| 14                                | 30. März–5. April                 | 417.646                  | 37.649                 | 9,01 %           | 163                          | 157.660                        | 126                                |
| 15                                | 6.–12. April                      | 383.694                  | 30.727                 | 8,01 %           | 174                          | 301.650                        | 133                                |
| 16                                | 13.–19. April                     | 339.983                  | 22.724                 | 6,68 %           | 172                          | 603.620                        | 138                                |
| 17                                | 20.–26. April                     | 363.659                  | 18.127                 | 4,98 %           | 180                          | 667.170                        | 135                                |
| 18                                | 27. April–3. Mai                  | 327.799                  | 12.600                 | 3,84 %           | 178                          | 701.268                        | 138                                |
| 19                                | 4.–10. Mai                        | 385.638                  | 10.181                 | 2,64 %           | 181                          | 777.476                        | 135                                |
| 20                                | 11.–17. Mai                       | 431.682                  | 7.142                  | 1,65 %           | 183                          | 825.063                        | 139                                |
| 21                                | 18.–24. Mai                       | 356.489                  | 5.315                  | 1,49 %           | 181                          | 837.380                        | 139                                |
| 22                                | 25.–31. Mai                       | 408.078                  | 4.335                  | 1,06 %           | 175                          | 821.554                        | 146                                |
| 23                                | 1.–7. Juni                        | 342.328                  | 3.219                  | 0,94 %           | 178                          | 904.760                        | 146                                |
| 24                                | 8.–14. Juni                       | 327.980                  | 2.956                  | 0,90 %           | 175                          | 907.022                        | 144                                |
| 25                                | 15.–21. Juni                      | 384.834                  | 5.588                  | 1,45 %           | 175                          | 951.456                        | 141                                |
| 26                                | 22.–28. Juni                      | 472.823                  | 3.919                  | 0,83 %           | 182                          | 950.136                        | 143                                |
| 27                                | 29. Juni–5. Juli                  | 512.969                  | 3.204                  | 0,62 %           | 154                          | 961.246                        | 147                                |
| 28                                | 6.–12. Juli                       | 513.572                  | 3.042                  | 0,59 %           | 182                          | 989.576                        | 152                                |
| 29                                | 13.–19. Juli                      | 544.219                  | 3.608                  | 0,66 %           | 182                          | 1.011.165                      | 155                                |
| 30                                | 20.–26. Juli                      | 556.634                  | 4.537                  | 0,82 %           | 187                          | 1.009.137                      | 155                                |
| 31                                | 27. Juli–2. August                | 589.201                  | 5.888                  | 1,00 %           | 175                          | 1.029.124                      | 159                                |
| 32                                | 3.–9. August                      | 719.476                  | 7.374                  | 1,02 %           | 174                          | 1.009.346                      | 158                                |
| 33                                | 10.–16. August                    | 871.191                  | 8.545                  | 0,98 %           | 189                          | 976.187                        | 155                                |
| 34                                | 17.–23. August                    | 1.034.449                | 8.868                  | 0,86 %           | 197                          | 1.035.958                      | 164                                |
| 35                                | 24.–30. August                    | 1.133.623                | 8.273                  | 0,73 %           | 196                          | 1.126.195                      | 171                                |
| 36                                | 31. August–6. September           | 1.052.942                | 8.203                  | 0,78 %           | 195                          | 1.089.353                      | 171                                |
| 37                                | 7.–13. September                  | 1.148.465                | 10.403                 | 0,91 %           | 197                          | 1.130.813                      | 171                                |
| 38                                | 14.–20. September                 | 1.147.879                | 13.647                 | 1,19 %           | 206                          | 1.206.181                      | 172                                |
| 39                                | 21.–27. September                 | 1.220.279                | 15.178                 | 1,24 %           | 200                          | 1.297.993                      | 174                                |
| 40                                | 28. September–4. Oktober          | 1.129.127                | 19.930                 | 1,77 %           | 198                          | 1.383.313                      | 169                                |
| 41                                | 5.–11. Oktober                    | 1.218.988                | 30.220                 | 2,48 %           | 198                          | 1.527.677                      | 173                                |
| 42                                | 12.–18. Oktober                   | 1.284.349                | 46.000                 | 3,58 %           | 205                          | 1.505.312                      | 173                                |
| 43                                | 19.–25. Oktober                   | 1.445.463                | 80.097                 | 5,54 %           | 209                          | 1.578.454                      | 188                                |
| 44                                | 26. Oktober–1. November           | 1.663.992                | 118.111                | 7,10 %           | 210                          | 1.648.626                      | 183                                |
| 45                                | 2.–8. November                    | 1.634.729                | 128.537                | 7,86 %           | 208                          | 1.622.662                      | 185                                |
| 46                                | 9.–15. November                   | 1.467.454                | 128.986                | 8,79 %           | 206                          | 1.710.271                      | 182                                |
| 47                                | 16.–22. November                  | 1.400.145                | 131.185                | 9,37 %           | 204                          | 1.821.960                      | 181                                |
| 48                                | 23.–29. November                  | 1.381.117                | 128.882                | 9,33 %           | 206                          | 1.868.184                      | 177                                |
| 49                                | 30. November–6. Dezember          | 1.395.790                | 138.305                | 9,91 %           | 208                          | 1.958.814                      | 181                                |
| 50                                | 7.–13. Dezember                   | 1.516.038                | 169.520                | 11,18 %          | 206                          | 1.954.270                      | 180                                |
| 51                                | 14.–20. Dezember                  | 1.676.387                | 191.718                | 11,44 %          | 213                          | 2.029.684                      | 180                                |
| 52                                | 21.–27. Dezember                  | 1.090.372                | 141.413                | 12,97 %          | 208                          | 1.982.363                      | 187                                |
| 53/2020                           | 28. Dezember–3. Januar            | 845.729                  | 129.930                | 15,36 %          | 205                          | 1.920.859                      | 185                                |
| 1/2021                            | 4.–10. Januar                     | 1.234.110                | 158.085                | 12,81 %          | 206                          | 1.891.309                      | 183                                |
| 2                                 | 11.–17. Januar                    | 1.190.777                | 124.315                | 10,44 %          | 206                          | 2.019.530                      | 182                                |
| 3                                 | 18.–24. Januar                    | 1.117.130                | 110.482                | 9,89 %           | 208                          | 2.148.827                      | 181                                |
| 4                                 | 25.–31. Januar                    | 1.155.450                | 97.726                 | 8,46 %           | 208                          | 2.185.180                      | 182                                |
| 5                                 | 1.–7. Februar                     | 1.104.870                | 82.686                 | 7,48 %           | 208                          | 2.207.506                      | 181                                |
| 6                                 | 8.–14. Februar                    | 1.063.470                | 68.038                 | 6,40 %           | 213                          | 2.246.447                      | 182                                |
| 7                                 | 15.–21. Februar                   | 1.108.250                | 67.925                 | 6,13 %           | 210                          | 2.218.267                      | 186                                |
| 8                                 | 22.–28. Februar                   | 1.175.587                | 72.129                 | 6,14 %           | 212                          | 2.319.328                      | 183                                |
| 9                                 | 1.–7. März                        | 1.157.635                | 71.792                 | 6,20 %           | 213                          | 2.274.497                      | 185                                |
| 10                                | 8.–14. März                       | 1.284.448                | 85.731                 | 6,67 %           | 217                          | 2.264.447                      | 187                                |
| 11                                | 15.–21. März                      | 1.374.661                | 108.192                | 7,87 %           | 212                          | 2.304.591                      | 187                                |
| 12                                | 22.–28. März                      | 1.422.960                | 132.274                | 9,30 %           | 209                          | 2.251.915                      | 183                                |
| 13                                | 29. März–4. April                 | 1.186.007                | 129.332                | 10,90 %          | 211                          | 2.221.205                      | 181                                |
| 14                                | 5.–11. April                      | 1.177.749                | 141.499                | 12,01 %          | 213                          | 2.231.217                      | 184                                |
| 15                                | 12.–18. April                     | 1.321.244                | 163.933                | 12,41 %          | 214                          | 2.250.579                      | 185                                |
| 16                                | 19.–25. April                     | 1.436.474                | 177.793                | 12,38 %          | 216                          | 2.319.615                      | 186                                |
| 17                                | 26. April–2. Mai                  | 1.370.030                | 152.600                | 11,14 %          | 215                          | 2.319.115                      | 185                                |
| 18                                | 3.–9. Mai                         | 1.264.101                | 129.152                | 10,22 %          | 216                          | 2.325.965                      | 187                                |
| 19                                | 10.–16. Mai                       | 1.107.022                | 90.656                 | 8,19 %           | 214                          | 2.369.910                      | 188                                |
| 20                                | 17.–23. Mai                       | 1.226.169                | 70.540                 | 5,75 %           | 213                          | 2.329.088                      | 185                                |
| 21                                | 24.–30. Mai                       | 955.957                  | 39.554                 | 4,14 %           | 212                          | 2.382.881                      | 185                                |
| 22                                | 31. Mai–6. Juni                   | 888.506                  | 27.609                 | 3,11 %           | 212                          | 2.352.558                      | 185                                |
| 23                                | 7.–13. Juni                       | 840.267                  | 19.346                 | 2,30 %           | 213                          | 2.364.943                      | 186                                |
| 24                                | 14.–20. Juni                      | 735.246                  | 10.488                 | 1,43 %           | 209                          | 2.342.683                      | 187                                |
| 25                                | 21.–27. Juni                      | 718.914                  | 6.949                  | 0,97 %           | 213                          | 2.353.835                      | 183                                |
| 26                                | 28. Juni–4. Juli                  | 731.164                  | 5.918                  | 0,81 %           | 218                          | 2.338.919                      | 187                                |
| 27                                | 5.–11. Juli                       | 616.567                  | 6.897                  | 1,12 %           | 216                          | 2.248.881                      | 188                                |
| 28                                | 12.–18. Juli                      | 612.370                  | 9.874                  | 1,61 %           | 212                          | 2.249.351                      | 186                                |
| 29                                | 19.–25. Juli                      | 598.947                  | 13.814                 | 2,31 %           | 212                          | 2.351.543                      | 185                                |
| 30                                | 26. Juli–1. August                | 587.834                  | 17.122                 | 2,91 %           | 211                          | 2.245.249                      | 186                                |
| 31                                | 2.–8. August                      | 594.459                  | 22.524                 | 3,79 %           | 213                          | 2.255.767                      | 186                                |
| 32                                | 9.–15. August                     | 572.722                  | 34.300                 | 5,99 %           | 208                          | 2.255.509                      | 187                                |
| 33                                | 16.–22. August                    | 695.805                  | 54.021                 | 7,76 %           | 209                          | 2.257.209                      | 186                                |
| 34                                | 23.–29. August                    | 866.361                  | 70.612                 | 8,15 %           | 212                          | 2.261.459                      | 187                                |
| 35                                | 30. August–5. September           | 951.403                  | 82.183                 | 8,64 %           | 214                          | 2.358.957                      | 189                                |
| 36                                | 6.–12. September                  | 1.016.044                | 80.114                 | 7,88 %           | 215                          | 2.352.749                      | 190                                |
| 37                                | 13.–19. September                 | 987.125                  | 72.719                 | 7,37 %           | 217                          | 2.372.247                      | 189                                |
| 38                                | 20.–26. September                 | 968.235                  | 61.696                 | 6,37 %           | 215                          | 2.398.189                      | 192                                |
| 39                                | 27. September–3. Oktober          | 970.280                  | 61.795                 | 6,37 %           | 214                          | 2.253.519                      | 189                                |
| 40                                | 4.–10. Oktober                    | 964.097                  | 62.246                 | 6,46 %           | 213                          | 2.251.427                      | 189                                |
| 41                                | 11.–17. Oktober                   | 864.132                  | 69.754                 | 8,07 %           | 211                          | 2.229.453                      | 189                                |
| 42                                | 18.–24. Oktober                   | 913.283                  | 98.736                 | 10,81 %          | 208                          | 2.214.764                      | 184                                |
| 43                                | 25.–31. Oktober                   | 1.169.746                | 141.343                | 12,08 %          | 216                          | 2.213.464                      | 184                                |
| 44                                | 1.–7. November                    | 1.197.687                | 188.951                | 15,78 %          | 214                          | 2.228.244                      | 188                                |
| 45                                | 8.–14. November                   | 1.638.310                | 279.857                | 17,08 %          | 215                          | 2.283.142                      | 188                                |
| 46                                | 15.–21. November                  | 1.871.731                | 366.965                | 19,61 %          | 214                          | 2.317.323                      | 188                                |
| 47                                | 22.–28. November                  | 1.952.979                | 409.686                | 20,98 %          | 212                          | 2.448.045                      | 187                                |
| 48                                | 29. November–5. Dezember          | 1.950.817                | 401.160                | 20,56 %          | 213                          | 2.502.953                      | 185                                |
| 49                                | 6.–12. Dezember                   | 1.742.512                | 342.631                | 19,66 %          | 213                          | 2.411.813                      | 184                                |
| 50                                | 13.–19. Dezember                  | 1.557.054                | 286.962                | 18,43 %          | 207                          | 2.430.000                      | 186                                |
| 51                                | 20.–26. Dezember                  | 1.245.166                | 202.569                | 16,27 %          | 208                          | 2.394.142                      | 182                                |
| 52/2021                           | 27. Dezember–2. Januar            | 960.454                  | 206.409                | 21,49 %          | 211                          | 2.338.026                      | 182                                |
| 1/2022                            | 3.–9. Januar                      | 1.500.387                | 341.907                | 22,79 %          | 215                          | 2.396.468                      | 187                                |
| 2                                 | 10.–16. Januar                    | 2.053.526                | 501.752                | 24,43 %          | 210                          | 2.574.572                      | 189                                |
| 3                                 | 17.–23. Januar                    | 2.525.594                | 810.100                | 32,08 %          | 215                          | 2.835.632                      | 186                                |
| 4                                 | 24.–30. Januar                    | 2.564.613                | 1.036.578              | 40,42 %          | 215                          | 2.860.223                      | 189                                |
| 5                                 | 31. Januar–6. Februar             | 2.619.646                | 1.161.795              | 44,35 %          | 215                          | 2.973.367                      | 187                                |
| 6                                 | 7.–13. Februar                    | 2.490.577                | 1.094.701              | 43,95 %          | 211                          | 3.093.851                      | 187                                |
| 7                                 | 14.–20. Februar                   | 2.176.776                | 987.786                | 45,38 %          | 217                          | 3.119.576                      | 186                                |
| 8                                 | 21.–27. Februar                   | 1.994.206                | 894.222                | 44,84 %          | 211                          | 3.137.956                      | 189                                |
| 9                                 | 28. Februar–6. März               | 1.873.425                | 949.896                | 50,70 %          | 213                          | 3.109.266                      | 186                                |
| 10                                | 7.–13. März                       | 2.298.097                | 1.215.712              | 52,90 %          | 215                          | 3.095.436                      | 187                                |
| 11                                | 14.–20. März                      | 2.487.082                | 1.381.815              | 55,56 %          | 212                          | 3.091.014                      | 190                                |
| 12                                | 21.–27. März                      | 2.331.937                | 1.285.971              | 55,15 %          | 209                          | 3.127.486                      | 186                                |
| 13                                | 28. März–3. April                 | 1.969.781                | 1.016.818              | 51,62 %          | 208                          | 3.107.336                      | 182                                |
| 14                                | 4.–10. April                      | 1.558.465                | 765.813                | 49,14 %          | 213                          | 3.118.296                      | 181                                |
| 15                                | 11.–17. April                     | 1.142.469                | 619.853                | 54,26 %          | 213                          |                                |                                    |
| 16                                | 18.–24. April                     | 1.071.343                | 539.360                | 50,34 %          | 215                          | 3.114.013                      | 188                                |
| 17                                | 25. April–1. Mai                  | 1.093.377                | 453.118                | 41,44 %          | 215                          |                                |                                    |
| 18                                | 2.–8. Mai                         | 896.054                  | 368.548                | 41,13 %          | 211                          | 3.096.381                      | 189                                |
| 19                                | 9.–15. Mai                        | 804.830                  | 307.510                | 38,21 %          | 210                          |                                |                                    |
| 20                                | 16.–22. Mai                       | 680.440                  | 218.415                | 32,10 %          | 210                          | 3.064.079                      | 184                                |
| 21                                | 23.–29. Mai                       | 506.133                  | 143.841                | 28,42 %          | 211                          |                                |                                    |
| 22                                | 30. Mai–5. Juni                   | 603.287                  | 196.318                | 32,54 %          | 208                          | 3.032.853                      | 185                                |
| 23                                | 6.–12. Juni                       | 628.225                  | 260.044                | 41,39 %          | 206                          |                                |                                    |
| 24                                | 13.–19. Juni                      | 709.817                  | 318.213                | 44,83 %          | 207                          | 3.012.774                      | 181                                |
| 25                                | 20.–26. Juni                      | 889.100                  | 443.342                | 49,86 %          | 205                          |                                |                                    |
| 26                                | 27. Juni–3. Juli                  | 899.961                  | 475.710                | 52,86 %          | 204                          | 2.996.095                      | 184                                |
| 27                                | 4.–10. Juli                       | 926.260                  | 493.816                | 53,31 %          | 204                          |                                |                                    |
| 28                                | 11.–17. Juli                      | 970.214                  | 536.032                | 55,25 %          | 205                          | 3.027.678                      | 181                                |
| 29                                | 18.–24. Juli                      | 893.061                  | 482.317                | 54,01 %          | 205                          |                                |                                    |
| 30                                | 25.–31. Juli                      | 743.105                  | 364.544                | 49,06 %          | 200                          | 3.043.428                      | 181                                |
| 31                                | 1.–7. August                      | 620.825                  | 275.433                | 44,37 %          | 198                          |                                |                                    |
| 32                                | 8.–14. August                     | 576.680                  | 232.879                | 40,38 %          | 200                          | 2.740.091                      | 178                                |
| 33                                | 15.–21. August                    | 540.396                  | 205.798                | 38,08 %          | 203                          |                                |                                    |
| 34                                | 22.–28. August                    | 512.637                  | 176.269                | 34,38 %          | 201                          | 2.744.695                      | 180                                |
| 35                                | 29. August–4. September           | 501.327                  | 161.140                | 32,14 %          | 204                          |                                |                                    |
| 36                                | 5.–11. September                  | 508.313                  | 162.184                | 31,91 %          | 202                          | 2.779.441                      | 181                                |
| 37                                | 12.–18. September                 | 531.681                  | 179.595                | 33,78 %          | 201                          |                                |                                    |
| 38                                | 19.–25. September                 | 620.302                  | 232.784                | 37,53 %          | 200                          | 2.755.467                      | 180                                |
| 39                                | 26. September–2. Oktober          | 771.107                  | 365.430                | 47,39 %          | 202                          |                                |                                    |
| 40                                | 3.–9. Oktober                     | 867.913                  | 472.279                | 54,42 %          | 201                          | 2.804.563                      | 180                                |
| 41                                | 10.–16. Oktober                   | 906.382                  | 467.963                | 51,63 %          | 198                          |                                |                                    |
| 42                                | 17.–23. Oktober                   | 811.081                  | 392.942                | 48,45 %          | 197                          | 2.780.053                      | 178                                |
| 43                                | 24.–30. Oktober                   | 649.400                  | 274.312                | 42,24 %          | 201                          |                                |                                    |
| 44                                | 31. Oktober–6. November           | 512.326                  | 180.532                | 35,24 %          | 199                          | 2.741.319                      | 178                                |
| 45                                | 7.–13. November                   | 517.072                  | 151.833                | 29,36 %          | 200                          |                                |                                    |
| 46                                | 14.–20. November                  | 494.504                  | 132.017                | 26,70 %          | 198                          | 2.751.333                      | 180                                |
| 47                                | 21.–27. November                  | 492.954                  | 134.061                | 27,20 %          | 197                          |                                |                                    |
| 48                                | 28. November–4. Dezember          | 505.273                  | 145.942                | 28,88 %          | 199                          | 2.722.039                      | 178                                |
| 49                                | 5.–11. Dezember                   | 513.378                  | 157.865                | 30,75 %          | 197                          |                                |                                    |
| 50                                | 12.–18. Dezember                  | 474.608                  | 161.034                | 33,93 %          | 171                          | 2.694.812                      | 176                                |
| 51                                | 19.–25. Dezember                  | 418.231                  | 165.754                | 39,63 %          | 170                          |                                |                                    |
| 52/2022                           | 26. Dezember–1. Januar            | 309.850                  | 110.631                | 35,70 %          | 188                          | 28.300                         | 9                                  |
| 1/2023                            | 2.–8. Januar                      | 355.995                  | 95.653                 | 26,87 %          | 179                          |                                |                                    |
| 2                                 | 9.–15. Januar                     | 326.858                  | 65.202                 | 19,95 %          | 179                          |                                |                                    |
| 3                                 | 16.–22. Januar                    | 292.132                  | 50.230                 | 17,19 %          | 181                          | 2.563.972                      | 166                                |
| 4                                 | 23.–29. Januar                    | 309.248                  | 59.787                 | 19,33 %          | 181                          |                                |                                    |
| 5                                 | 30. Januar–5. Februar             | 151.986                  | 26.433                 | 17,39 %          | 72                           | 2.517.232                      | 163                                |
| 6                                 | 6.–12. Februar                    | 157.845                  | 29.532                 | 18,71 %          | 72                           |                                |                                    |
| 7                                 | 13.–19. Februar                   | 156.336                  | 32.885                 | 21,03 %          | 72                           |                                |                                    |
| 8                                 | 20.–26. Februar                   | 156.863                  | 39.694                 | 25,30 %          | 72                           |                                |                                    |
| 9                                 | 27. Februar–5. März               | 108.074                  | 29.499                 | 27,30 %          | 72                           |                                |                                    |
| 10                                | 6.–12. März                       | 56.258                   | 17.466                 | 31,05 %          | 72                           |                                |                                    |
| 11                                | 13.–19. März                      | 53.740                   | 17.692                 | 32,92 %          | 72                           |                                |                                    |
| 12                                | 20.–26. März                      | 47.557                   | 14.836                 | 31,20 %          | 72                           |                                |                                    |
| 13                                | 27. März–2. April                 | 40.002                   | 11.320                 | 28,30 %          | 72                           |                                |                                    |
| 14                                | 3.–9. April                       | 26.861                   | 7.079                  | 26,35 %          | 71                           |                                |                                    |
| 15                                | 10.–16. April                     | 23.655                   | 5.969                  | 25,23 %          | 71                           |                                |                                    |
| 16                                | 17.–23. April                     | 23.403                   | 5.333                  | 22,79 %          | 72                           |                                |                                    |
| 17                                | 24.–30. April                     | 20.445                   | 4.641                  | 22,70 %          | 72                           |                                |                                    |
| 18                                | 1.–7. Mai                         | 15.435                   | 3.369                  | 21,83 %          | 73                           |                                |                                    |
| Gesamtzahl (Summe bis KW 53/2020) | Gesamtzahl (Summe bis KW 53/2020) | 152.383.168 (36.088.129) | 33.027.163 (1.916.335) | 21,67 % (5,31 %) |                              |                                |                                    |

## Kontroversen

### Mangel an Antigen-Schnelltests
Mitte Februar 2021 erklärte Bundesgesundheitsminister Jens Spahn, dass ab Anfang März alle Bürger mit Antigen-Schnelltests getestet werden könnten, was dann nicht der Fall war. Im März 2021 wurde gegenüber der Bundesregierung der Vorwurf erhoben, dass die Corona-Schnelltests zu spät und in zu geringer Zahl bestellt worden seien. Gegenüber der BILD-Zeitung erklärte Spahn dazu: „Einige Länder drücken sich vor ihrer Verantwortung, Corona-Tests für Schulen und Kitas zu besorgen. Das ist ureigene Aufgabe der Länder. Doch statt diese wahrzunehmen, zeigen sie auf den Bund.“ In einer anderen Gesprächsrunde erklärte er, es sei „nie vereinbart gewesen, dass der Bund die Tests beschafft“.
Ein für den 5. März geplantes Treffen von Wirtschaftsverbänden mit Bundeskanzlerin Angela Merkel wurde kurzfristig abgesagt, weil die Bundesregierung mit den Vorschlägen der Wirtschaft zum Testen in den Betrieben unzufrieden sei.

### Einführung der Kostenpflicht
Ende Juli 2021 plädierte der baden-württembergische Ministerpräsident Winfried Kretschmann für die Abschaffung der Kostenfreiheit von Tests auf SARS-CoV-2 Infektion; seiner Meinung nach müssten sich Ungeimpfte an den Kosten der Tests beteiligen, sobald allen ein Impfangebot gemacht wurde.
Bundesinnenminister Horst Seehofer dagegen sprach sich Ende Juli gegen die Einführung der Kostenpflicht aus und warnte: „Was glauben Sie, wie viele Leute den Test nicht mehr machen oder machen können, wenn er nicht kostenfrei ist? Damit könnte ein verstecktes Infektionsgeschehen stattfinden“.
Nach einem Beschluss der Bund-Länder-Konferenz vom 10. August 2021 soll es für die Allgemeinheit ab dem 11. Oktober 2021 keine kostenlosen Tests mehr geben. Da ein anerkannter Test bei Ungeimpften vielfach Voraussetzung für die Teilhabe am öffentlichen Leben ist und diese Tests evtl. mehr als 20 Euro kosten könnten, wird kritisiert, dass damit Menschen mit wenig Geld de facto zur Impfung gezwungen werden.
Ein Antigen-Schnelltest ist ab dem 18. Oktober 2021 weiterhin kostenlos für
- Personen mit medizinischer Kontraindikation (diese muss von der Apotheke überprüft werden);
- vormals Schwangere und Stillende (bis zum 10. Dezember), generell gilt für Schwangere eine Ausnahmeregelung bis Jahresende;
- Schwangere im ersten Trimenon (bislang keine generelle Impfempfehlung);
- Covid-Patienten, die einen Test zur Beendigung der Absonderung benötigen;
- Minderjährige (bis 31. Dezember 2021);
- Studierende aus dem Ausland, die mit einem in Deutschland nicht zugelassenen Impfstoff geimpft wurden;
- Probanden klinischer Studien zu einem Corona-Impfstoff sowie
- unter 12-Jährige oder Jugendliche, die erst in den letzten drei Monaten vor der Testung zwölf Jahre alt geworden sind.[42]

Vollständig Geimpfte erhalten einen von ihnen gewünschten Schnelltest nur dann kostenlos, wenn bestimmte abschließend in den §§ 2 bis 4b der Coronavirus-Testverordnung genannte Bedingungen erfüllt sind.
Zusätzlich problematisch wird der Ausschluss vom öffentlichen Leben dadurch, dass die Vorschriften vom Staat vorgegeben werden, es also wenig Handlungsfreiheit z. B. für einen Lokalbetreiber gibt, sich „gastfreundlicher“ zu verhalten: Während ein ungeimpfter Stammgast ohne Test, aber mit keinerlei Erkältungssymptomen nicht eingelassen werden darf, darf ein geimpfter Stammgast, der dem Augenschein nach zumindest eine leichte Erkältung hat, ohne Test hereingelassen werden (dem Lokalbetreiber ist es allerdings erlaubt, den Einlass Begehrenden mit einer Atemwegserkrankung abzuweisen). Dabei hat die amerikanische Gesundheitsbehörde CDC Ende Juli 2021 festgestellt, dass es bei der Delta-Variante bei Geimpften zu vielen Impfdurchbrüchen kommt und die infizierten Geimpften für ihre Umgebung vermutlich ähnlich infektiös sind wie infizierte Ungeimpfte.

### Wiedereinführung der kostenfreien Tests
Im November 2021 wurden die kostenfreien Tests per Verordnung durch den (zu diesem Zeitpunkt geschäftsführenden) Bundesgesundheitsminister Spahn wieder eingeführt. Die wahrscheinlich zukünftige Regierung (Ampelkoalition) hatte sich ebenso für diesen Schritt ausgesprochen. So besteht seit dem 13. November 2021 ein erneuter Anspruch auf einen kostenfreien Antigen-Schnelltest durch geschultes Personal pro Woche.

### Betrugsfälle
Im bisher größten der bekanntgewordenen Betrugsfälle ermittelte die Staatsanwaltschaft seit Mai 2021 gegen die Bochumer Firma MediCan, die 54 Testzentren betrieb. Der Firmeninhaber bestritt zunächst die Vorwürfe, legte im Prozess jedoch ein Geständnis ab. Im Juni 2022 wurde er wegen schweren berufsmäßigen Betrugs zu sechs Jahren Haft verurteilt.
Im Jahr 2022 wurden gegen weitere ehemalige Betreiber von Corona-Testzentren Anklage auf gewerbsmäßigen Betrug erhoben. Meistens handelte es sich um falsche Angaben bei der Abrechnung mit der Absicht, Leistungen vom Staat zu erschleichen. Ermittler gehen im Zusammenhang der landesweiten Betrugsfälle von einer Schadenshöhe in Milliardenhöhe aus. Im Mai 2022 wurde ein 20-jähriger zu einer Jugendstrafe auf Bewährung und einer Geldstrafe in Höhe von 1.500 Euro verurteilt, weil er rund 5,7 Millionen Euro von der Kassenärztlichen Vereinigung erhalten hatte, obwohl der Angeklagte zu keinem Zeitpunkt ein Testzentrum betrieben hatte. Offenbar musste der Angeklagte keinerlei Nachweise oder Belege geltend machen und flog nur auf, weil die Bank aufgrund der Kontobewegungen skeptisch wurde.